# I bitwa pod Panipatem
Pierwsza bitwa pod Panipatem – starcie zbrojne, które miało miejsce 21 kwietnia 1526 r. w rejonie dzisiejszego okręgu Hariana. Bitwa była decydującym militarnym starciem pomiędzy Timurydą Baburem (1483–1530) a ostatnim sułtanem Delhi, Ibrahimem II z afgańskiej dynastii Lodi. Niewielka liczebnie armia Babura odniosła wielkie zwycięstwo nad potężnymi siłami Lodiego, który poległ w trakcie bitwy. Jego śmierć była końcem sułtanatu w Delhi i zapoczątkowała panowanie dynastii Wielkich Mogołów.

## Wprowadzenie
Kampania Babura z listopada 1525 roku zakończona bitwą pod Panipatem, po raz pierwszy odbyła się na ziemiach subkontynentu indyjskiego. Wcześniej już czterokrotnie władca próbował ataków na ten rejon. Oprócz zysków materialnych, dzięki kampaniom indyjskim Babur zajął ważne przełęcze i twierdze położone wzdłuż głównego traktu prowadzącego do Indii. Podbite ziemie Babur przejął w osobiste posiadanie. Powoływał się przy tym na swojego wielkiego poprzednika Timura (1370–1405), który w roku 1398 zdobył Delhi.
Początkowo Indie nie znajdowały się w kręgu zainteresowań Babura, który w roku 1501 utracił swoje ulubione miasto Samarkandę na rzecz Uzbeków Szejbani-chana. Jak pisał on sam w swoich wspomnieniach (tzw. Baburname), o podboju Indii zaczął myśleć od roku 1504, gdy został władcą Kabulu. Przez następne lata Babur zajęty był jednak konsolidacją władzy w Afganistanie. Dopiero po całkowitym podboju ziem afgańskich w roku 1512, subkontynent znalazł się w centrum jego zainteresowania.
Pierwsze cztery kampanie skierowane były na Pendżab. Gdy w roku 1517 Ibrahim II został sułtanem Delhi, wdał się w spory z hinduską ludnością i rządzącymi arystokratami muzułmańskimi. Spod władzy Ibrahima starał się wyjść m.in. Radżastan. Także notable afgańscy niechętnie poddawali się osłabionej centrali w Delhi, wśród nich Daulat Khan Lodi gubernator w Pendżabie. W roku 1523 został on jednak wygnany przez armię Ibrahima z Pendżabu, po czym zwrócił się o pomoc do Babura.
Niebezpieczeństwo groziło młodemu sułtanowi Ibrahimowi także ze strony własnej rodziny. Jego wuj Ala-ud-din Lodi znany jako Alam Chan także wystąpił przeciwko władcy po stronie Babura, zawiązał też sojusz z Daulatem Khanem. Według układu Daulat Chan miał zostać władcą Pendżabu, natomiast Alam Chan miał uzyskać Delhi oraz Agrę.

### Wyzwolenie Pendżabu
Dnia 17 listopada 1525 r. Babur wyruszył z Kabulu w swoją piątą i ostatnią kampanię do Indii. Miejscem zbiórki jego wojsk pochodzących z różnych ziem królestwa, były ogrody w pobliżu miasta Dżalalabad. Wojska z Hindukuszu przyprowadził siedemnastoletni zaledwie syn Babura, Humajun (1508–1556), nadeszły też wojska z Ghazni. Dnia 16 grudnia połączone siły przekroczyły Indus.
Daulat Chan tymczasem zajął twierdzę Babura Sijalkot w prowincji o tej samej nazwie. Po nadejściu wojsk Babura w miejscu tym założono tymczasowy obóz (29 grudnia). Tutaj Babur uzyskał informację o nieudanej próbie zajęcia Delhi przez Alama Chana, którego pokonane wojska zmuszone zostały do ucieczki. W międzyczasie doszło do wystąpienia przeciwko Baburowi Daulata Chana, którego siły liczyły 40 tys. ludzi. Daulat został schwytany i postawiony przed oblicze Babura, który co prawda darował mu życie, jednak zażądał konfiskaty jego posiadłości. Kolejne tygodnie poświęcił Babur na zwalczanie opozycji w Pendżabie. Dopiero po uspokojeniu się sytuacji można było w tym regionie założyć wojskową bazę i przygotować armię do dalszej kampanii.

### Marsz na Panipat
W obozie Babur uzyskał od swoich szpiegów informację o opuszczeniu przez Ibrahima II na czele wielkiej armii miasta Delhi. W lutym 1526 roku, w momencie gdy Babur wtargnął już głęboko na ziemie Pendżabu i założył obóz w pobliżu Ambala, doszło do pierwszych potyczek. Przeciwnikiem były tu jednak oddziały Hamida Khana, gubernatora Hisar-i Firuza, miasta w obecnym indyjskim stanie Hariana. Babur wysłał do walki część armii pod wodzą swojego syna Humayuna. Walka była krótka i zakończyła się ucieczką wojsk Khana. W Hisar-i Faruza uciekinierzy zostali ponownie doścignięci i po raz drugi pokonani. W obu starciach straty przeciwnika wyniosły od 200 do 250 ludzi, z czego połowa była zabitych. Pozostali żołnierze wraz z ośmioma słoniami bojowymi dostali się do niewoli. W obozie na rozkaz Babura, wszyscy jeńcy zostali rozstrzelani z muszkietów lontowych. Ta egzekucja była czymś niespotykanym dotychczas w historii Indii i miała na celu odstraszenie przeciwnika.
W marcu 1526 r. armia Babura skierowała się na Delhi. Po drodze nadchodziły kolejne informacje o ruchach sił Ibrahima. Dnia 2 kwietnia w pobliżu rzeki Yamuna, doszło do walki z liczącą 5–6 tys. ludzi strażą przednią Ibrahima II. Wojska Babura odniosły zwycięstwo, ścigając przeciwnika aż w okolice obozu Ibrahima. Złapano 7 słoni bojowych i wzięto około 80 jeńców, z których większość natychmiast stracono. Po walce obie strony rozpoczęły przygotowania do rozstrzygającej bitwy.

## Bitwa

### Przygotowania do bitwy
Na skutek znacznej przewagi liczebnej przeciwnika, Babur zdecydował się zastosować taktykę defensywną. Babur nakazał swoim żołnierzom wybudowanie specjalnych ruchomych i przenośnych barykad, umożliwiających ostrzał przeciwnika z lontowych muszkietów i artylerii polowej. Podobną taktykę defensywną zastosowali Osmanowie w roku 1514 podczas bitwy na równinie Czałdyran, zwyciężając Safawidów. Po 6 dniach przygotowań Babur zwołał radę wojenną, która debatowała nad dalszą taktyką. Postanowiono w końcu ruszyć pod Panipat i tam wydać bitwę Ibrahimowi.
Dnia 12 kwietnia wojska Babura dotarły do miasta, poświęcając kolejny tydzień na przygotowania do bitwy. Budowano umocnienia i zasieki, ustawiano działa. W tym samym czasie wojska Ibrahima pozostawały bezczynne i nie reagowały nawet na prowokacyjne ataki małych oddziałów przeciwnika, które wracały do obozu z głowami zabitych obrońców. Tymczasem w obozie Babura pojawiły się chwile zwątpienia. Żołnierze obawiali się przewagi liczebnej wroga, nie czuli się też zbyt dobrze w dalekim i obcym kraju, którego języka nie znali. Babur tylko z najwyższym trudem zapobiegł całkowitemu rozprężeniu w obozie, dodając swoim ludziom odwagi. Jako że Ibrahim nie dał się wywabić zza swoich pozycji, Babur nakazał kilku indyjskim begom przeprowadzenie nocnego ataku na obóz przeciwnika, próbując sprowokować go do bitwy. To ryzykowne przedsięwzięcie, w którym uczestniczyło 4–5 tys. ludzi, co prawda nie przyniosło większego zwycięstwa, przekonało jednak Ibrahima o konieczności wyjścia z armią w pole.

### Armia Babura
Nie jest do końca jasne, jakimi siłami dysponował Babur. Wiadomo jedynie, że armia, która operowała w Indiach, była stosunkowo niewielka. Przypuszcza się, że siły te liczyły – wraz z osobami piastującymi funkcje logistyczne – około 12 tys. ludzi. Przy założeniu, że jednostki logistyczne wynosiły jedną czwartą całości sił, rzeczywista wielkość armii wynosiła zaledwie 9 tys. ludzi. Niejasne jest również, jak silne posiłki otrzymał Babur z zewnątrz w trakcie trwania kampanii. W Baburname przeczytać jednak można, że z ojczyzny nie nadeszły żadne wzmocnienia, gdyż wojska tamtejsze uwikłane były w walki z Uzbekami. Pozostała jedynie możliwość uzyskania posiłków w Indiach. Na skutek sporów z Alamem Khanem oraz Daulatem Khanem, siły te nie były jednak znaczne. Rzeczywista wielkość sił Babura kształtowała się w liczbie 12 do 15 tys. ludzi.
Wojska Babura obejmowała surowa dyscyplina. Braki ilościowe władca kompensował wysoką jakością wojsk. Dało to efekt w roku 1507 w trakcie bitwy pod Kandaharem, podczas której walczyły zdyscyplinowane i wypróbowane w walkach jednostki elitarne. Trzon armii stanowili doświadczeni konni łucznicy, specjalizujący się w szybkich atakach i ostrzale przeciwnika z odległości ponad 250 m. Tradycyjne sposoby walki Babur połączył z nowymi, wystawiając po raz pierwszy na subkontynencie indyjskim do bitwy wojska uzbrojone w broń palną i artylerię. Nowe sposoby walki już w następnych latach miały być decydującym czynnikiem podczas kolejnych bitew i oblężeń miast.

### Armia Ibrahima II
W przeciwieństwie do Babura, Ibrahim dowodził potężnymi siłami, których liczba przez historyka Nematollaha szacowana jest na 100 tys. jazdy, 5 tys. słoni bojowych i wielką liczbę piechurów. Sam Babur szacował wielkość sił przeciwnika na 100 tys. ludzi i około tysiąca słoni bojowych. Liczby te, mimo iż brzmią mało prawdopodobnie, akceptowane są dziś przez historyków. Tak wielką masę ludzi można było w tym czasie bez problemu pozyskać w Indiach.
Wojska Ibrahima składały się w przeważającej części z piechoty uzbrojonej w lance. Jego kawaleria, mimo przewagi liczebnej była relatywnie słabą jednostką i znacznie ustępowała jeździe Babura. W Indiach nie było bowiem tradycji walk kawaleryjskich przez jeźdźców uzbrojonych w łuki, co było typowe dla mieszkańców stepów. Indyjska taktyka kawaleryjska polegała na frontalnym ataku konno i tratowaniu przeciwnika.
Znaczną siłą były słonie bojowe. Wartość tej siły przełamującej była jednak niepewna. Zwierzęta często wpadały w panikę, stając się zagrożeniem także dla własnych wojsk. Broń palna była wojskom Ibrahima zupełnie nieznana. Jedynym plusem po stronie wojsk Ibrahima była ich olbrzymia liczba. Wartość bojowa żołnierzy była jednak niska, wielu z nich bowiem wywodzących się spod różnych wasali, walczyło na swój sposób. Większość była Hindusami, którzy nie żywili szacunku do swoich muzułmańskich przełożonych i walczyli dla własnego interesu.

### Bitwa
Prawą flankę wojsk Babura osłaniało miasto i przedmieścia Panipatu. W centrum znajdowały się przygotowane uprzednio barykady, za którymi schronili się kanonierzy i żołnierze uzbrojeni w muszkiety. Po lewej stronie wykopano natomiast doły oraz ustawiono osłony ze zwalonych drzew. Tutaj ustawiły się liczące od 100 do 150 ludzi oddziały konnych łuczników. Część swojej kawalerii Babur trzymał w rezerwie. Siły te otrzymały rozkaz zaatakowania przeciwnika z flanki i wyjście na jego tyły.
Wczesnym rankiem dnia 21 kwietnia wojska Ibrahima rozpoczęły powolny marsz w kierunku prawej flanki przeciwnika. Po dotarciu do szańców ruch wojsk stał się wolniejszy, jednak napierające z tyłu kolejne jednostki spychały swoich towarzyszy wprost na pozycje Babura. W tym momencie Babur wydał swojej kawalerii rozkaz ataku na wroga z obu flanek i odcięcie mu odwrotu. Na lewej flance tymczasem wybuchły zażarte walki, co skłoniło Babura do wysłania tam posiłków z centrum. Równocześnie zaatakowane zostało prawe skrzydło, jednak ani Hindusom, ani też Afgańczykom nie udało się przełamać linii obronnych Babura. Artyleria oraz broń palna uczyniła w gęstych szeregach atakujących liczne krwawe wyłomy. Oprócz ludzi padały też słonie bojowe, które w trakcie ataku były praktycznie bezużyteczne, gdyż nie miały możliwości poruszania się w gęstym tłumie wojska. Gdy tylko kawaleria Babura przedostała się na tyły przeciwnika, jego los stał się przesądzony. Rozpoczął się morderczy ostrzał z łuków na okrążoną armię Ibrahima. Jako że bariera barykad w centrum była zbyt trudna do przejścia, wojska Ibrahima coraz mocniej stłoczone stawały się łatwym celem dla łuczników. W końcu wśród żołnierzy wybuchła panika. Doszło do rzezi, z której nieliczni uszli z życiem. Koło południa, kilka godzin po rozpoczęciu bitwy, armia Ibrahima została ostatecznie zniszczona. Wśród prawdziwej masy stłoczonych trupów, znaleziono także ciało władcy, którego głowę jako dowód jego śmierci zaniesiono do Babura. Babur nakazał pochować Ibrahima w grobowcu w okolicy Panipatu (grobowiec przetrwał do dziś). Po bitwie pozostało jeszcze tylko wyłapanie słoni i co znaczniejszych jeńców, za których Babur spodziewał się otrzymać wysoki okup.

### Straty
Po bitwie Babur szacował straty przeciwnika na 15–16 tys. żołnierzy. W Agrze dowiedział się później, że przeciwnik stracił nawet 40–50 tys. ludzi. W źródłach indyjsko-afgańskich po bitwie przeczytać można o przerażających stratach własnych, co skłania do wiary w tak znaczną liczbę zabitych. Straty Babura nie są znane, prawdopodobnie nie były zbyt wielkie, co pokazały następne miesiące, podczas których jego siły były bardzo liczne.

## Znaczenie bitwy
Pierwsza bitwa pod Panipatem zajmuje w historii Indii ważne miejsce. Po raz pierwszy w tej części świata zastosowano broń palną oraz artylerię podczas bitwy. Państwo Wielkich Mogołów dzięki rozwojowi techniki wojskowej podbiło wkrótce sąsiednie ziemie, urastając do rangi Imperium. W Indiach główną siłą wojskową nadal była kawaleria, broń palną i artylerię natomiast stosowano w taktyce defensywnej, do ostrzału przeciwnika zza barykad. Wyjątek stanowią starcia, podczas których armia przypuszczała frontalny atak kawaleryjski osłaniany przez ostrzał artylerii i muszkietów na znajdującego się w defensywnym ustawieniu wroga uzbrojonego także w broń palną. Przykłady takich kombinacji można spotkać w bitwach toczonych przez Mogołów, Safawidów oraz Osmanów w XVI w. W ten między innymi sposób Osmanowie pobili Safawidów w bitwie na równinie Czałdyran. Inny przykład to bitwa Osmanów z mamelukami pod Mardż Dabik w 1516 roku i pod Ar-Rajdanijją w roku 1517. W roku 1528 Safawidzi pokonali w ten sposób Uzbeków pod Jam, a syn Babura – Humajun pokonał władcę Gudżaratu w bitwie pod Mandasor w roku 1535.
Po bitwie w rękach Babura znajdował się zaledwie niewielki skrawek podbitego kraju. Miejscowi poddani władcy byli mu coraz bardziej niechętni, po tym jak jego wojska dopuszczały się licznych grabieży i zniszczeń. W tej sytuacji Babur oraz jego begowie uznali swoją kampanię w Indiach za zakończoną, zadowalając się zdobytymi łupami. Jedynym problemem Babura byli przeciwnicy polityczni Ibrahima, którzy zamierzali przejąć władzę w kraju. Dużym zagrożeniem stała się Konfederacja Radźputów zawiązana przez Rana Sanga z Mewaru (1509–1527). Stosując podobną taktykę jak w bitwie pod Panipatem, Babur w dniu 17 marca 1527 r. pokonał przeciwnika w bitwie pod Khanwa na zachód od Agry. Wkrótce pojawili się nowi przeciwnicy. Na wschodnich ziemiach byłego państwa Lodich wybuchło powstanie afgańskich panów feudalnych pod wodzą Mahmuda Lodi, młodszego brata Ibrahima, którego celem był tron Delhi. Wsparcie Mahmud otrzymał od Afgańczyka Nusrata Szaha – władcy Bengalu. W maju 1529 r. po trwającej kilka dni zwycięskiej bitwie pod Gogrą Babur mógł wreszcie zażegnać niebezpieczeństwa i stać się władcą Wschodu. Jego królestwo nie było jednak dostatecznie scementowane, a kolejne lata pokazały jak wiele musiało jeszcze spłynąć krwi, zanim Mogołowie stali się całkowitymi władcami tego regionu.